# NAM Atlântico (A-140)
NAM Atlântico é um navio de assalto anfíbio, do tipo porta-helicópteros, pertencente à Marinha do Brasil. Originalmente chamado HMS Ocean, foi construído pelo estaleiro Vickers Shipbuilding and Engineering e serviu por vinte anos na Marinha Real do Reino Unido, sendo vendido pelo governo britânico à marinha brasileira em fevereiro de 2018, com sua reentrada em serviço ativo em junho do mesmo ano. Foi projetado para operações navais anfíbias, com ênfase em desembarque de tropas, principalmente os Royal Marines, e apoio com helicópteros de ataque e transporte. É a atual capitânea da esquadra brasileira.

## Histórico

### Reino Unido

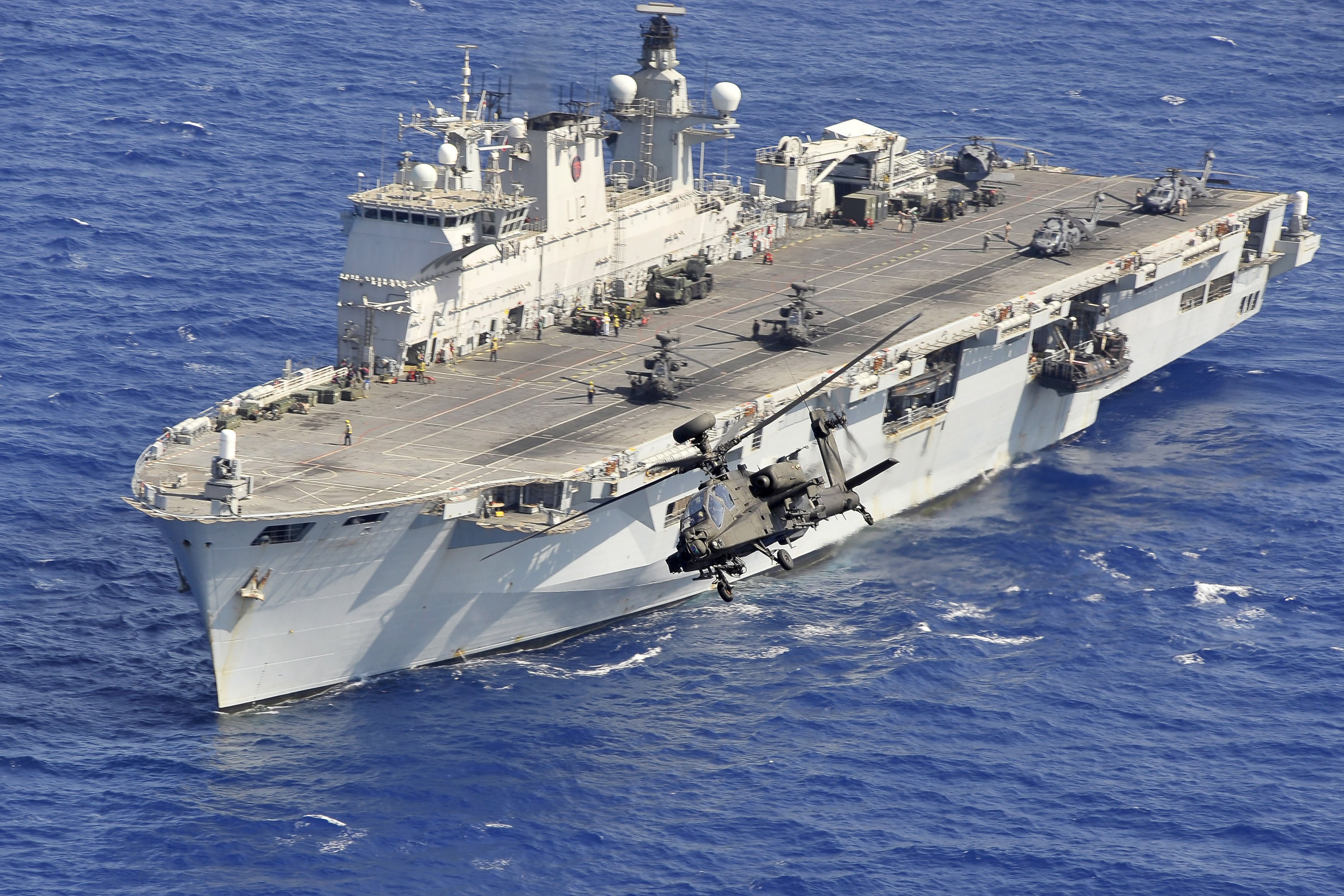
O então HMS Ocean, em 2011, durante a Operação Ellamy.

O HMS Ocean, como foi batizado originalmente, foi construído em meados dos anos 90 pela Kvaerner Govan e completado pela VSEL, em Barrow-in-Furness. Foi comissionado em setembro de 1998, operando a partir do porto de HMNB Devonport, em Plymouth.
No seu histórico de serviço, consta ações humanitárias em Kosovo e na América Central. No ano 2000, participou da Operação Palliser, a intervenção britânica na Guerra Civil de Serra Leoa. Logo em seguida foi para o Oriente Médio, no grupo de combate do HMS Illustrious e serviu na Guerra do Iraque (Operação Telic). Em 2009, foi deslocado para a Ásia, sendo que no ano seguinte prestou ajuda humanitária durante as erupções do Eyjafjallajökull. Em 2011, por sua vez, participou da Operação Unified Protector, durante a intervenção militar na Guerra Civil Líbia, retornando para a Inglaterra em 2012, quando passou por reformas e posteriormente participou de exercícios navais com nações aliadas.
O comando da marinha britânica tinha anunciado a aposentadoria do navio para 2018, sem um substituto imediato. Em 27 de março desse ano, foi retirado formalmente do serviço ativo pelos britânicos.

### Brasil

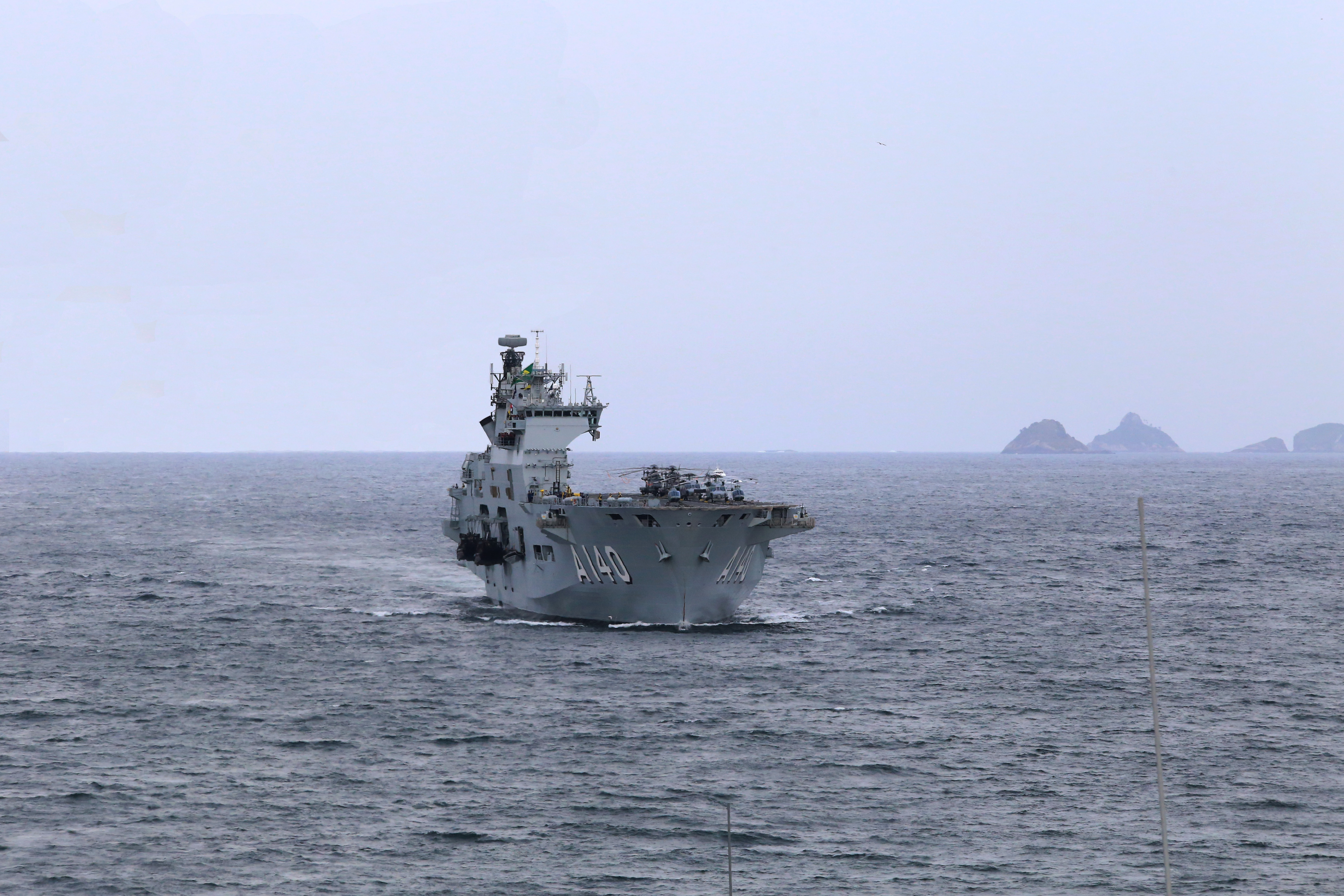
PHM Atlântico na entrada da Baía de Guanabara.

Em 2017, o Brasil anunciou intenções de comprar a embarcação. O Reino Unido colocou o preço do navio em £ 80,3 milhões de libras (ou US$ 105,8 milhões de dólares), oferta que o governo brasileiro chamou de "conveniente". No mesmo mês a Turquia também havia demostrado interesse.
Em dezembro de 2017, o Ministério da Defesa do Brasil entrou em negociações formais para comprar o HMS Ocean por R$ 350 milhões de reais, com o intuito de substituir o aposentado NAe São Paulo (A-12). Ainda em dezembro, o governo brasileiro acertou oficialmente a compra da embarcação por £84 milhões de libras (ou R$ 359,5 milhões). Em 2018, o HMS Ocean foi descomissionado da Marinha Real no mês de março e comissionado na Marinha do Brasil em junho.
Após muito se especular o nome, a Marinha do Brasil decidiu chamar o navio de porta-helicópteros multipropósito (PHM) Atlântico, conforme publicação no Diário Oficial da União. Em 12 de novembro de 2020, foi reclassificado como "Navio-Aeródromo Multipropósito" para refletir sua capacidade de operar com aeronaves remotamente pilotadas.
Em fevereiro de 2023, após chuvas torrenciais causarem uma tragédia humanitária em cidades do litoral do estado de São Paulo, o NAM Atlântico foi deslocado pela Marinha do Brasil para prestar apoio aos esforços de resgate da população, funcionando como ponto de apoio para aeronaves e hospital de campanha.
Em agosto do mesmo ano, o navio levou tropas e serviu de apoio durante a realização da Cúpula da Amazônia, em Belém (Pará). Após a reunião dos chefes de estado, o NAM foi aberto a visitação pública, sendo a primeira oportunidade da população local prestigiar o navio.
Em 8 de maio de 2024, o NAM Atlântico foi enviado para auxiliar os esforços de resgate e apoiar o transporte de suprimentos para vítimas das Enchentes no Rio Grande do Sul em 2024. O navio Capitânia da Esquadra brasileira foi enviado para o munícipio de Rio Grande (Rio Grande do Sul), levando oito embarcações de médio a pequeno porte além de duas estações móveis de tratamento d'água. 
No dia 23 de setembro de 2024, o Navio-Aeródromo Multipropósito (NAM) Atlântico foi docado pela primeira vez no Brasil, no Arsenal de Marinha do Rio de Janeiro (AMRJ), desde sua incorporação à Marinha do Brasil em 2018. A operação, realizada no Dique Almirante Régis, exigiu meses de planejamento técnico e coordenação entre o AMRJ, a Base Naval da Ilha das Cobras e a tripulação do navio. Após quase 11 horas de manobra, o navio foi posicionado com sucesso sobre os 302 picadeiros instalados no dique. A docagem marca o início de um ciclo de manutenção programada, com duração prevista de 120 dias, abrangendo revisão de hélices, lemes, linhas de eixo, válvulas, motores auxiliares e sistemas embarcados, além da reaplicação da pintura anti-incrustante.
No dia 26 de março de 2025, o Navio-Aeródromo Multipropósito (NAM) Atlântico voltou ao mar após seis meses em manutenção, retomando suas operações aéreas durante a comissão de experiência de máquinas. A atividade contou com o apoio do 1º Esquadrão de Helicópteros de Emprego Geral (EsqdHU-1), com a aeronave UH-12 Esquilo, e do 1º Esquadrão de Helicópteros de Esclarecimento e Ataque (EsqdHA-1), com o AH-11B Super Lynx.
Entre os dias 28 de abril e 3 de maio, a Marinha do Brasil realizou a operação “ADEREX AERNAV/Lançamento de Armas-II/2025”, na área marítima entre Ilha Grande e Cabo Frio (RJ). A missão envolveu mais de 1.500 militares e teve como objetivo elevar o nível de adestramento dos meios navais e aeronavais da Esquadra, além de testar capacidades operativas em cenários complexos de combate e apoio logístico. O Vice-Almirante Antonio Carlos Cambra, Comandante em Chefe da Esquadra, destacou a amplitude das atividades, incluindo lançamentos reais de armas como o míssil Aspide e a integração entre diferentes meios navais e aéreos. A operação também marcou o retorno do NAM Atlântico ao mar após um período de manutenção. O navio realizou operações aéreas contínuas por 24 horas e apoiou desembarques de Fuzileiros Navais, com destaque para a inédita integração entre embarcações de carga e plataformas flutuantes, ampliando sua capacidade anfíbia.